# Кокимбо (регион)
Кокимбо (на испански: Coquimbo) е един от 15-те региона на южноамериканската държава Чили. Регионът е разположен в северната част на страната на Тихия океан. Населението е 603 210 жители (по преброяване от април 2017 г.). Общата му площ – 40 579,90 км². Намира се на 400 км насевер от столицата Сантяго де Чиле.